# Filmografia de Jada Pinkett Smith
A carreira da atriz e produtora cinematográfica estadunidense Jada Pinkett Smith teve início na década de 1990 através de participações especiais nas séries televisivas True Colors (2990) e 21 Jump Street (1991). No mesmo período, Smith assumiu seu primeiro papel de destaque em uma série televisiva como a cômica estudante Lena James na sitcom A Different World (1991), produzida por Bill Cosby. Sua estreia no cinema se deu como protagonista no filme de drama policial Menace II Society (1993), no qual sua performance como uma jovem sonhadora chamada Ronnie rendeu-lhe grande aprovação da crítica de cinema. No ano seguinte, Smith atuou como a esnobe Lauren Kelly na comédia dramática The Inkwell (1994) e como a garçonete Lyric no drama psicológico Jason's Lyric (1994). Em seguida, a atriz co-estrelou a comédia de ação A Low Down Dirty Shame (1994) e a comédia de terror Demon Knight (1995), este último sendo uma adaptação cinematográfica da série televisiva Tales from the Crypt (1989). Smith alcançou maior notoriedade após sua participação na comédia The Nutty Professor (1996) como Carla Purty, par romântico do professor Sherman Klump, personagem de Eddie Murphy. No mesmo ano, Smith dividiu as telas com Queen Latifah e Vivica A. Fox no drama policial Set It Off sobre um grupo de amigas empobrecidas que decidem assaltar um banco. Nos anos seguintes, Smith atuou sem grande destaque em produções de gêneros variados como o filme de terror Scream 2 (1996), o drama romântico Return to Paradise (1998) e a comédia dramática Kingdom Come (2001).
A partir da década de 2000, Smith passou a dedicar-se a papéis de maior profundidade dramática como Sonji Roi, esposa de Muhammad Ali, no drama biográfico Ali (2001) e a líder revolucionária Niobe no filme de ficção científica The Matrix Reloaded (2003), pelo qual foi indicada ao NAACP Image Award de Melhor Atriz Coadjuvante em Cinema. Neste período, Smith interpretou a promotora de justiça Annie Farrell no aclamado drama policial Collateral (2004), a dona de casa Janeane Johnson na comédia dramática Reign Over Me (2007) e deu voz à personagem Gloria no filme de animação Madagascar (2005). Cada vez mais envolvida em papéis de grande versatilidade, Smith também viveu a escritora Alex Fisher na comédia dramática The Women (2008) e teve sua estreia como diretora e produtora cinematográfica no drama The Human Contract (2008).

## Filmografia

### Cinema
| Ano  | Título original                    | Papel                 | Direção                     | Ref.   |
| ---- | ---------------------------------- | --------------------- | --------------------------- | ------ |
| 1993 | Menace II Society                  | Ronnie                | Irmãos Hughes               | [ 19 ] |
| 1994 | The Inkwell                        | Lauren Kelly          | Matty Rich                  | [ 6 ]  |
| 1994 | Jason's Lyric                      | Lyric                 | Doug McHenry                | [ 7 ]  |
| 1994 | A Low Down Dirty Shame             | Peaches               | Keenen Wayans               |        |
| 1995 | Demon Knight                       | Jeryline              | Ernest Dickerson            | [ 20 ] |
| 1996 | The Nutty Professor                | Carla Purty           | Tom Shadyac                 | [ 9 ]  |
| 1996 | Set It Off                         | Lida Newsom           | F. Gary Gray                | [ 21 ] |
| 1997 | Scream 2                           | Maureen Evans         | Wes Craven                  | [ 14 ] |
| 1998 | Woo                                | Woo                   | Daisy V.S. Mayer            | [ 22 ] |
| 1998 | Blossoms and Veils                 | Raven                 | Shonda Rhimes               | [ 23 ] |
| 1998 | Return to Paradise                 | M.J. Major            | Joseph Ruben                | [ 24 ] |
| 1998 | Welcome to Hollywood               | Ela mesma             | Adam Rifkin                 |        |
| 1999 | Mononoke Hime                      | Toki (voz)            | Hayao Miyazaki              |        |
| 2000 | Bamboozled                         | Sloan Hopkins         | Spike Lee                   |        |
| 2001 | Kingdom Come                       | Charisse Slocumb      | Doug McHenry                |        |
| 2001 | Ali                                | Sonji Roi             | Michael Mann                |        |
| 2003 | The Matrix Reloaded                | Niobe                 | The Wachowskis              |        |
| 2003 | The Matrix Revolutions             | Niobe                 | The Wachowskis              |        |
| 2004 | Collateral                         | Annie Farrell         | Michael Mann                |        |
| 2005 | Madagascar                         | Gloria (voz)          | Eric Darnell Tom McGrath    | [ 17 ] |
| 2005 | A Christmas Caper                  | Gloria (voz)          | Gary Trousdale              | [ 17 ] |
| 2007 | Reign Over Me                      | Janeane Johnson       | Mike Binder                 | [ 25 ] |
| 2008 | The Women                          | Alex Fisher           | Diane English               | [ 26 ] |
| 2008 | The Human Contract                 | Rita                  | Jada Pinkett Smith          | [ 27 ] |
| 2008 | Madagascar: Escape 2 Africa        | Gloria (voz)          | Eric Darnell Tom McGrath    | [ 28 ] |
| 2009 | Merry Madagascar                   | Gloria (voz)          | Eric Darnell Tom McGrath    | [ 29 ] |
| 2012 | Men in Black III                   | Convidada             | Barry Sonnenfeld            | [ 30 ] |
| 2012 | Madagascar 3: Europe's Most Wanted | Gloria (voz)          | Conrad Vernon               | [ 31 ] |
| 2014 | Penguins of Madagascar             | Gloria (voz)          | Eric Darnell Simon J. Smith | [ 32 ] |
| 2015 | Magic Mike XXL                     | Rome                  | Gregory Jacobs              | [ 33 ] |
| 2016 | Bad Moms                           | Stacy                 | Jon Lucas Scott Moore       | [ 34 ] |
| 2017 | Girls Trip                         | Lisa Cooper           | Malcolm D. Lee              | [ 35 ] |
| 2019 | Angel Has Fallen                   | Agente Helen Thompson | Ric Roman Waugh             | [ 36 ] |
| 2021 | The Matrix Resurrections           | Niobe                 | Lana Wachowski              | [ 37 ] |

### Televisão
| Ano  | Título original     | Papel               | Direção                       | Ref.          |
| ---- | ------------------- | ------------------- | ----------------------------- | ------------- |
| 1990 | True Colors         | Beverly             | John Sgueglia                 |               |
| 1990 | Moe's World         | Natalie             | Kevin Rodney Sullivan         |               |
| 1991 | 21 Jump Street      | Nicole              | Brad Turner                   |               |
| 1991 | Doogie Howser, M.D. | Trish Andrews       | Rob Thompson                  |               |
| 1991 | A Different World   | Lena James          | Ellen Falcon                  |               |
| 2009 | Hawthorne           | Christina Hawthorne | Mikael Salomon                |               |
| 2014 | Gotham              | Fish Mooney         | Doug Kraner                   | [ 38 ] [ 39 ] |
| 2018 | Red Table Talk      | Ela mesma           | Lisa Wilson                   | [ 40 ] [ 41 ] |
| 2022 | The Equalizer       | Jessie Cook         | Liz Friedlander Randy Zisk    | [ 42 ] [ 43 ] |
| 2023 | African Queens      | Ela mesma           | Ethosheia Hylton Tina Gharavi | [ 44 ] [ 45 ] |